# Citrus undulata
Citrus undulata är en vinruteväxtart som beskrevs av André Guillaumin. Citrus undulata ingår i släktet citrusar, och familjen vinruteväxter. Inga underarter finns listade i Catalogue of Life.